# La Salette

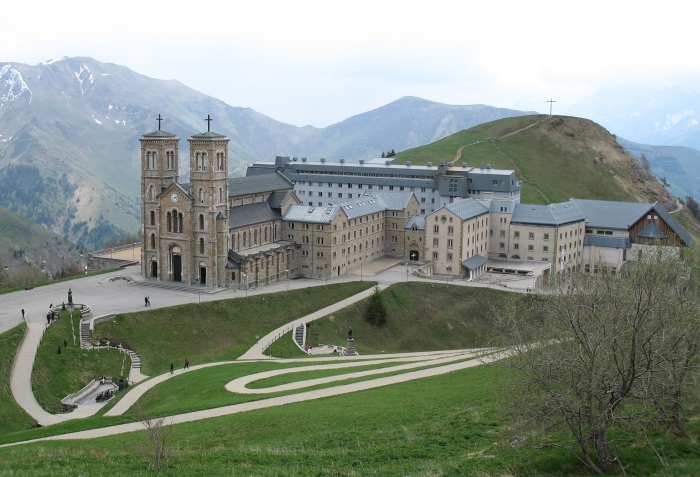
Sanktuarium w La Salette

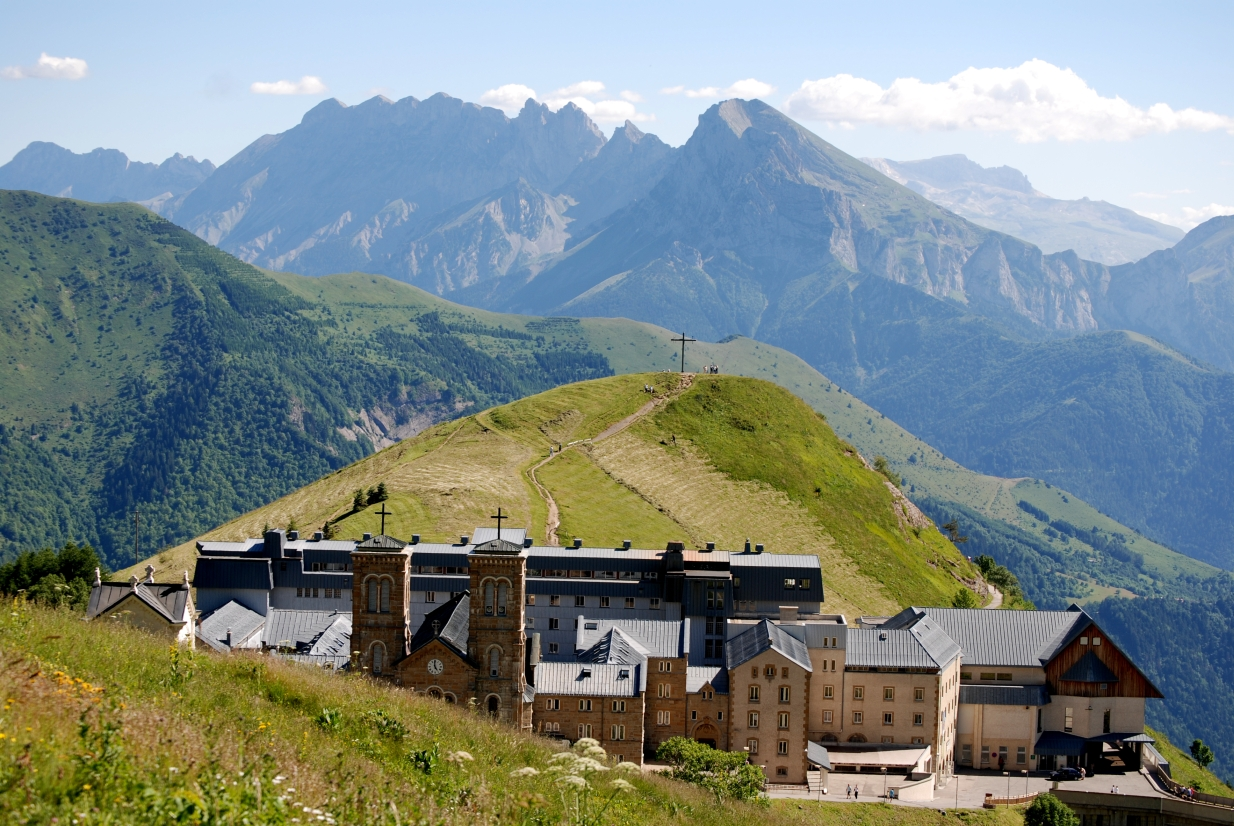
Sanktuarium w La Salette

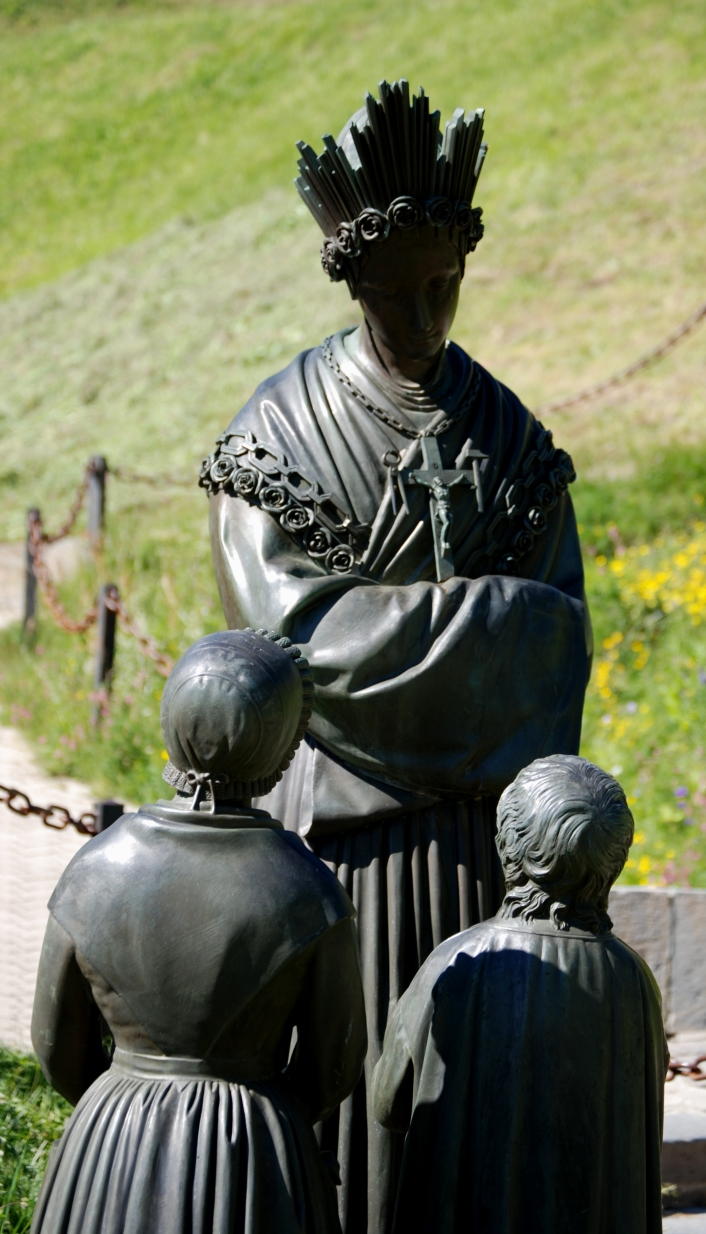
Matka Boża z La Salette

La Salette – sanktuarium związane z objawieniem Matki Bożej z 1846 roku, znajdujące się w miejscowości La Salette-Fallavaux we francuskich Alpach.

## Objawienie z La Salette

### Wydarzenia
Matka Boża miała ukazać się jeden jedyny raz 19 września 1846 roku dwojgu pastuszkom: 15-letniej Melanii Calvat i 11-letniemu Maksyminowi Giraud na górze wznoszącej się nad La Salette, w Alpach wysokich we Francji. Według relacji dzieci była to kobieta niezwykłej piękności siedząca wewnątrz jasnej kuli. Początkowo miała zakrytą dłońmi twarz, a łokcie oparła na kolanach i płakała. Na jej piersiach widniał krzyż z Jezusem Chrystusem z zawieszonymi na nim narzędziami męki: młotkiem i obcęgami. Z krzyża promieniowała niezwykła jasność otaczająca Maryję, Piękną Panią, jak Ją nazywały dzieci.
Na miejscu objawienia (ok. 1750 m n.p.m.) wytrysnęło źródło. Płynie ono od dnia objawienia bez przerwy, aż do dziś. Po przeprowadzeniu badań, które polegały m.in. na przesłuchaniu dzieci i weryfikacji ich relacji oraz badaniu wydarzeń wiążących się zwykle z objawieniami (np. nadzwyczajne uzdrowienia), po otrzymaniu zgody papieża, biskup Philibert de Bruillard, ordynariusz diecezji Grenoble ogłosił dnia 19 września 1851 roku, że Objawienie się Najświętszej Maryi Panny dwojgu pastuszkom dnia 19 września 1846 r., na jednej z gór, należących do łańcucha Alp, położonej w parafii La Salette, w dekanacie Corps, posiada w sobie wszystkie cechy prawdziwości i wierni mają uzasadnione podstawy uznać je za niewątpliwe i pewne.
Po 19 września 1846 roku Melania, a później Maksymin, któremu pomagał nawrócony ojciec, ustawili krzyże, aby zaznaczyć miejsce objawienia. Na wiosnę pielgrzymi ustawili 14 tradycyjnych stacji drogi krzyżowej, wytyczając drogę, którą przeszła Piękna Pani po zakończeniu rozmowy z dziećmi. Droga ta, przypominająca kształtem literę „S”, istnieje do dzisiaj i znajduje się w okolicach źródła. Kończy się ona figurą przedstawiającą Maryję wznoszącą się do nieba, z twarzą skierowaną w stronę Rzymu, dla podkreślenia jedności z Kościołem.
Z biegiem lat papieże przyznawali kolejne przywileje, zarówno nabożeństwu do Matki Bożej Saletyńskiej, jak i Sanktuarium w La Salette.

### Orędzie
Objawienie Maryi ma na celu obudzić wiernych, zburzyć obojętność, pewność siebie i doprowadzić do oparcia życia na Jezusie Chrystusie. Słowa Orędzia obnażają nieposłuszeństwo wobec Boga, lekceważenie Kościoła i sakramentów, zapraszają do odnowy modlitwy i świadectwa wobec innych ludzi.

## Misjonarze Saletyni
Księża, którzy pracowali w La Salette, z biegiem czasu założyli Zgromadzenie Misjonarzy Matki Bożej z La Salette, do którego po kilku latach dołączali również kandydaci na braci zakonnych. Obecnie Misjonarze Matki Bożej z La Salette pracują w 23 krajach świata (w tym w Polsce), Siostry Saletynki w czterech.